# Claremont (Virginia)
Claremont es una localidad del Condado de Surry, Virginia, Estados Unidos. Según el censo de 2000 tenía una población de 343 habitantes y una densidad de población de 52.1 hab/km².

## Demografía
Según el censo de 2000, había 343 personas, 147 hogares y 99 familias residiendo en la localidad. La densidad de población era de 52,1 hab./km². Había 240 viviendas con una densidad media de 36,5 viviendas/km². El 73,18% de los habitantes eran blancos, el 22,74% afroamericanos, el 2,04% amerindios y el 2,04% pertenecía a dos o más razas.
Según el censo, de los 147 hogares en el 23,1% había menores de 18 años, el 53,7% pertenecía a parejas casadas, el 9,5% tenía a una mujer como cabeza de familia y el 32,0% no eran familias. El 27,9% de los hogares estaba compuesto por un único individuo y el 11,6% pertenecía a alguien mayor de 65 años viviendo solo. El tamaño promedio de los hogares era de 2,33 personas y el de las familias de 2,83.
La población estaba distribuida en un 19,8% de habitantes menores de 18 años, un 5,8% entre 18 y 24 años, un 25,7% de 25 a 44, un 31,5% de 45 a 64 y un 17,2% de 65 años o mayores. La media de edad era 44 años. Por cada 100 mujeres había 92,7 hombres. Por cada 100 mujeres de 18 años o más, había 92,3 hombres.
Los ingresos medios por hogar en la localidad eran de 34.643 dólares ($) y los ingresos medios por familia eran 46.667 $. Los hombres tenían unos ingresos medios de 42.250 $ frente a los 30.000 $ para las mujeres. La renta per cápita para la ciudad era de 22.741 $. El 7,5% de la población y el 6,3% de las familias estaban por debajo del umbral de pobreza. El 10,2% de los habitantes de 65 años o más vivían por debajo del umbral de pobreza.

## Geografía
Según la Oficina del Censo de los Estados Unidos, la localidad tiene un área total de 6,6 km², todos ellos correspondientes a tierra firme.